# Poemar
Poemar es una revista de poesía publicada en Alcalá de Guadaíra entre 1982 y 1992. 
Sus fundadores fueron el canario Óscar Vitaller Bermudo y los alcalareños Lauro Gandul Verdún y Juan Enrique Espinosa Flores. Posteriormente se adhirieron al grupo inicial el pintor Luis González Caro y los escritores Antonio Medina de Haro, Martín Moreno Moreno, José Antonio Francés y Ángel Leiva. 
El grupo Poemar publicó ocho números de su cuaderno de poesía y dos libros escritos por Antonio Medina de Haro: 
- El hombre perdido (1992)
- Dividido por tres (1993)